# Grand Prix moto du Japon 2004
Le  Grand Prix moto du Japon 2004 est la douzième manche du Championnat du monde de vitesse moto 2004. La compétition s'est déroulée du 17 au 19 septembre 2004 sur le circuit de Motegi.
C'est la 24e édition du Grand Prix moto du Japon.

## Classement des MotoGP
| Pos. | Pilote            | Constructeur | Temps/Écart     | Grille | Points |
| ---- | ----------------- | ------------ | --------------- | ------ | ------ |
| 1    | Makoto Tamada     | Honda        | 43 min 43 s 220 | 1      | 25     |
| 2    | Valentino Rossi   | Yamaha       | +6 s 168        | 3      | 20     |
| 3    | Shinya Nakano     | Kawasaki     | +13 s 396       | 12     | 16     |
| 4    | Alex Barros       | Honda        | +15 s 435       | 10     | 13     |
| 5    | Marco Melandri    | Yamaha       | +23 s 577       | 6      | 11     |
| 6    | Sete Gibernau     | Honda        | +27 s 378       | 13     | 10     |
| 7    | Carlos Checa      | Yamaha       | +35 s 834       | 11     | 9      |
| 8    | Neil Hodgson      | Ducati       | +47 s 976       | 17     | 8      |
| 9    | Ruben Xaus        | Ducati       | +49 s 881       | 18     | 7      |
| 10   | Alex Hoffman      | Kawasaki     | +56 s 107       | 19     | 6      |
| 11   | Olivier Jacque    | Moriwaki     | +1 min 21 s 237 | 21     | 5      |
| 12   | Jeremy McWilliams | Aprilia      | +1 min 27 s 683 | 20     | 4      |
| 13   | Shane Byrne       | Aprilia      | +1 tour         | 23     | 3      |
| 14   | Nobuatsu Aoki     | Proton       | +1 tour         | 22     | 2      |
| 15   | Youichi Ui        | Harris WCM   | +1 tour         | 24     | 1      |
| Abd. | Troy Bayliss      | Ducati       | Abandon         | 16     |        |
| Abd. | Norifumi Abe      | Yamaha       | Abandon         | 15     |        |
| Abd. | Tohru Ukawa       | Honda        | Abandon         | 14     |        |
| Abd. | Colin Edwards     | Honda        | Abandon         | 5      |        |
| Abd. | Nicky Hayden      | Honda        | Abandon         | 9      |        |
| Abd. | Loris Capirossi   | Ducati       | Abandon         | 7      |        |
| Abd. | John Hopkins      | Suzuki       | Abandon         | 2      |        |
| Abd. | Kenny Roberts Jr  | Suzuki       | Abandon         | 8      |        |
| Abd. | Max Biaggi        | Honda        | Abandon         | 4      |        |

## Classement des 250 cm3
| Pos  | Pilote             | Constructeur | Temps/Écart     | Grille | Points |
| ---- | ------------------ | ------------ | --------------- | ------ | ------ |
| 1    | Daniel Pedrosa     | Honda        | 43 min 36 s 798 | 1      | 25     |
| 2    | Toni Elías         | Honda        | +3 s 174        | 4      | 20     |
| 3    | Hiroshi Aoyama     | Honda        | +15 s 991       | 2      | 16     |
| 4    | Sebastian Porto    | Aprilia      | +20 s 075       | 5      | 13     |
| 5    | Yuki Takahashi     | Honda        | +25 s 450       | 6      | 11     |
| 6    | Alex De Angelis    | Aprilia      | +33 s 451       | 7      | 10     |
| 7    | Roberto Rolfo      | Honda        | +43 s 084       | 12     | 9      |
| 8    | Shuhei Aoyama      | Honda        | +43 s 270       | 13     | 8      |
| 9    | Franco Battaini    | Aprilia      | +48 s 773       | 9      | 7      |
| 10   | Alex Debón         | Honda        | +52 s 000       | 14     | 6      |
| 11   | Randy de Puniet    | Aprilia      | +1 min 00 s 707 | 3      | 5      |
| 12   | Yuzo Fujioka       | Honda        | +1 min 01 s 472 | 15     | 4      |
| 13   | Naoki Matsudo      | Yamaha       | +1 min 02 s 120 | 16     | 3      |
| 14   | Hugo Marchand      | Aprilia      | +1 min 06 s 488 | 25     | 2      |
| 15   | Héctor Faubel      | Aprilia      | +1 min 09 s 070 | 18     | 1      |
| 16   | Choyun Kameya      | Honda        | +1 min 12 s 091 | 17     |        |
| 17   | Manuel Poggiali    | Aprilia      | +1 min 15 s 444 | 10     |        |
| 18   | Taro Sekiguchi     | Yamaha       | +1 min 17 s 484 | 30     |        |
| 19   | Sylvain Guintoli   | Aprilia      | +1 min 17 s 753 | 24     |        |
| 20   | Katsuyuki Nakasuga | Yamaha       | +1 min 27 s 294 | 28     |        |
| 21   | Dirk Heidolf       | Aprilia      | +1 min 44 s 246 | 23     |        |
| 22   | Erwan Nigon        | Yamaha       | +1 min 45 s 825 | 20     |        |
| Abd. | Joan Olive         | Aprilia      | Abandon         | 26     |        |
| Abd. | Chaz Davies        | Aprilia      | Abandon         | 19     |        |
| Abd. | Anthony West       | Aprilia      | Abandon         | 8      |        |
| Abd. | Klaus Nohles       | Aprilia      | Abandon         | 33     |        |
| Abd. | Radomil Rous       | Aprilia      | Abandon         | 32     |        |
| Abd. | Johann Stigefelt   | Aprilia      | Abandon         | 29     |        |
| Abd. | Fonsi Nieto        | Aprilia      | Abandon         | 11     |        |
| Abd. | Alex Baldolini     | Aprilia      | Abandon         | 31     |        |
| Abd. | Jakub Smrž         | Honda        | Abandon         | 21     |        |
| Abd. | Arnaud Vincent     | Aprilia      | Abandon         | 27     |        |

## Classement des 125 cm3
| Pos  | Pilote             | Constructeur | Temps/Écart     | Grille | Points |
| ---- | ------------------ | ------------ | --------------- | ------ | ------ |
| 1    | Andrea Dovizioso   | Honda        | 25 min 52 s 175 | 1      | 25     |
| 2    | Fabrizio Lai       | Gilera       | +11 s 082       | 12     | 20     |
| 3    | Simone Corsi       | Honda        | +11 s 101       | 10     | 16     |
| 4    | Mirko Giansanti    | Aprilia      | +11 s 341       | 15     | 13     |
| 5    | Steve Jenkner      | Aprilia      | +11 s 519       | 14     | 11     |
| 6    | Marco Simoncelli   | Aprilia      | +14 s 491       | 11     | 10     |
| 7    | Jorge Lorenzo      | Derbi        | +25 s 279       | 6      | 9      |
| 8    | Gabor Talmacsi     | Malaguti     | +25 s 320       | 7      | 8      |
| 9    | Tomoyoshi Koyama   | Yamaha       | +25 s 863       | 17     | 7      |
| 10   | Toshihisa Kuzuhara | Honda        | +30 s 172       | 24     | 6      |
| 11   | Gino Borsoi        | Aprilia      | +30 s 432       | 13     | 5      |
| 12   | Thomas Lüthi       | Honda        | +30 s 562       | 19     | 4      |
| 13   | Sergio Gadea       | Aprilia      | +32 s 170       | 25     | 3      |
| 14   | Roberto Locatelli  | Aprilia      | +32 s 949       | 2      | 2      |
| 15   | Vesa Kallio        | Aprilia      | +41 s 950       | 30     | 1      |
| 16   | Gioele Pellino     | Aprilia      | +42 s 058       | 38     |        |
| 17   | Sunathai Chaemsap  | Honda        | +44 s 536       | 32     |        |
| 18   | Manuel Hernandez   | Aprilia      | +51 s 234       | 33     |        |
| 19   | Jordi Carchano     | Aprilia      | +51 s 283       | 31     |        |
| 20   | Raymond Schouten   | Honda        | +1 min 04 s 719 | 36     |        |
| 21   | Lorenzo Zanetti    | Honda        | +1 min 11 s 829 | 34     |        |
| 22   | Manuel Manna       | Malaguti     | +1 min 13 s 894 | 37     |        |
| 23   | Marketa Janakova   | Honda        | +1 min 36 s 250 | 39     |        |
| Abd. | Ángel Rodríguez    | Derbi        | Abandon         | 22     |        |
| Abd. | Shigeki Norikane   | Yamaha       | Abandon         | 29     |        |
| Abd. | Héctor Barberá     | Aprilia      | Abandon         | 4      |        |
| Abd. | Mika Kallio        | KTM          | Abandon         | 5      |        |
| Abd. | Lukas Pesek        | Honda        | Abandon         | 8      |        |
| Abd. | Imre Tóth          | Aprilia      | Abandon         | 28     |        |
| Abd. | Dario Giuseppetti  | Honda        | Abandon         | 27     |        |
| Abd. | Álvaro Bautista    | Aprilia      | Abandon         | 18     |        |
| Abd. | Stefano Perugini   | Gilera       | Abandon         | 23     |        |

- La course des 125 cm3 a été stoppée à cause de fortes pluies. Un second départ a été donné avec une grille déterminée par la position des pilotes dans le tour ayant précédé l'arrêt. La seconde partie de course a déterminé le résultat final.